# Руперт II фон Кастел
Руперт II (Рупрехт V) фон Кастел (на немски: Rupert I zu Castell; Rupprecht II (V) von Castell; * ок. 1176; † 1234/1240) от род Кастел е от 1223 г. вторият „comes“ (граф) на графство Кастел.

## Произход
Той е вторият син на Руперт I фон Кастел (* ок. 1140; † сл. 1223), първият граф на Кастел. Брат е на Лудвиг († 1228 като кръстоносец), и на Марквард, каноник във Вюрцбург (fl 1254).

## Фамилия
Руперт II се жени за Хедвиг (* ок. 1180; † сл. 1240). Те имат децата:
- Фридрих I фон Кастел († ок.1251/1254), граф на Кастел
- Хайнрих I († сл. 1254)
- Албрехт II, каноник в Бамберг († 1258)